# Mannophryne collaris
Espèce
Synonymes
- Hylixalus collaris Boulenger, 1912

Statut de conservation UICN

 EN B1ab(iii,iv,v)+2ab(iii,iv,v) : En danger
Mannophryne collaris est une espèce d'amphibiens de la famille des Aromobatidae.

## Répartition
Cette espèce est endémique de l'État de Mérida au Venezuela. Elle se rencontre de 200 à 1 800 m d'altitude dans la cordillère de Mérida.

## Publication originale
- Boulenger, 1912 : Descriptions of new Batrachians from the Andes of South America, preserved in the British Museum. Annals and Magazine of Natural History, ser. 8, vol. 10, p. 185-191 (texte intégral).